# NeuroD
NeuroD, nebo Beta2, je základní transkripční faktor exprimovaný v určitých částech mozku, beta buňkách pankreatu a neuroendokrinních buňkách. Podílí se na diferenciaci nervové soustavy a vývoji slinivky břišní. Heterodimerizuje s produkty E2A genu a řídí transkripci různých genů skrze identifikaci a navázání E boxů do jejich promotorové oblasti.
U savců existují dva typy tohoto faktoru:
- NeuroD1
- NeuroD2
- NeuroD4
- NeuroD6